# 大同市铁路第一中学校
大同市铁路第一中学校简称大同铁一中，是位于山西省大同市的一所完全中学，创建于1956年9月。

## 学校历史
学校创建于1956年9月，全称太原铁路局大同铁路职工子弟中学，或称大同铁中。当时，是大同市第二所企业子弟中学。1956年9月建校时，校址位于远离职工生活区的卧虎湾。1957年，学校搬迁至职工生活区新华街（现大同工务段）。当时，受大同铁路分局管界影响，除大同城区的学生外，还有来自于包头、呼和、集宁、丰镇以及张家口等地的住校生。
1961年，创办高中，成为大同铁路分局最早的一所完全中学。1963年4月，学校迁入大同市城区操场城街60号。1971年4月，大同铁路职工子弟中学校一分为二，另设新址，建立大同铁路职工子弟第二中学校。大同铁路职工子弟中学校遂易名为大同铁路职工子弟第一中学校。1978年，被大同市和北京铁路局列为重点中学。
2004年7月，由大同铁路分局移交地方，成为市直完全中学。2013年3月，更名为大同市铁路第一中学校。2015年，学校搬迁至新址(山西省大同市平城区文盛街)。